# GTO: Paradise Lost
GTO: Paradise Lost (GTO パラダイス・ロスト, GTO paradaisu rosuto) est un seinen manga écrit et dessiné par Tōru Fujisawa. Il est prépublié entre le 14 avril 2014 et le 15 octobre 2024 dans les magazines Weekly Young Magazine puis Magazine Pocket, et publié en volumes reliés par Kōdansha à partir du 6 août 2014. La version française est publiée par Pika Édition depuis le 30 septembre 2015. Il s'agit de la suite de Great Teacher Onizuka.

## Synopsis
L'histoire commence lorsque Eikichi Onizuka se retrouve emprisonné au pénitencier de Wangan. Après avoir sympathisé avec un détenu, Onizuka accepte alors de lui raconter son histoire, six mois avant son incarcération.
Deux ans se sont écoulé depuis la fin Great Teacher Onizuka. Onizuka, 24 ans, enseigne toujours à l'école Kissho au collège. Il se retrouve pour cette nouvelle année professeur principal de la classe G, une classe récemment créée dans la section lycée qui a la particularité d'être constitué d'artistes (idols, chanteurs de boys band, acteurs juniors, mannequins). Onizuka se croit d'abord au paradis avant de rapidement découvrir la réputation de cette classe. Avec ses méthodes qui ont déjà porté leurs fruits auparavant, il devra donc remettre ces jeunes artistes dans le droit chemin, dont la plupart sont confrontés à l'univers sombre et impitoyable du show-business.

## Manga
Le manga est publié à partir du 14 avril 2014 dans le Weekly Young Magazine. Le manga a connu une pause en octobre 2017, à la fin de sa première partie, avant d'être publié de nouveau à partir du 27 mai 2019,. En juin 2021, l'auteur déclare que GTO: Paradise Lost est prévu pour être le dernier titre de la série GTO. Le manga est de nouveau mis en pause en février 2023. Après avoir exprimé son désaccord avec l'éditeur Kōdansha sur la publication de son œuvre, celle-ci est transférée en avril 2024 dans le Magazine Pocket sous le titre GTO: Paradise Lost Kai.

### Volumes reliés

#### Volumes 1 à 10
| no | Japonais         | Japonais          | Français          | Français          |
| no | Date de sortie   | ISBN              | Date de sortie    | ISBN              |
| --- | ---------------- | ----------------- | ----------------- | ----------------- |
| 1 | 6 août 2014      | 978-4-06-382506-0 | 30 septembre 2015 | 978-2-8116-2272-5 |
| Liste des chapitres : - Chapitre 1 : La raison de ma venue ici (オレがここに来た理由, Ore ga koko ni kita riyū) - Chapitre 2 : Lever de rideau sur le paradis (パラダイスの幕開け, Paradaisu no makuake) - Chapitre 3 : Here comes the G-class ! (Ｇ‐Ｃｌａｓｓ ｈａｓ ｃｏｍｅ) - Chapitre 4 : Le baptême des idoles (アイドルの洗礼, Aidoru no senrei) - Chapitre 5 : La loi de la classe G (Ｇクラスの掟, Jīkurasu no okite) - Chapitre 6 : Masked Teacher ? (仮面ティーチャー？, Kamen tīchā?) - Chapitre 7 : Great Deathmatch (グレート・デスマッチ！, Gurēto desumatchi!) |                  |                   |                   |                   |
| 2 | 6 mars 2015      | 978-4-06-382582-4 | 4 novembre 2015   | 978-2-8116-2285-5 |
| Liste des chapitres : - Chapitre 8 : Opération : cadeaux ! (プレゼント大作戦！, Purezento dai sakusen!) - Chapitre 9 : Mort à Eikichi Onizuka (鬼塚英吉に死を, Onizuka Eikichi ni shi o) - Chapitre 10 : Et voici le chef des crapauds ! (カエル番長、見参！, Kaeru banchō, kenzan!) - Chapitre 11 : Ça psychose dur ! (やらかします！, Yarakashimasu!) - Chapitre 12 : La malédiction de Sadako (貞子の呪い, Sadako no noroi) - Chapitre 13 : Le combat final ?! (最終決戦！？, Saishū kessen!?) - Chapitre 14 : Le femme qui rêve, l'homme qui vend du rêve (夢見る女、夢売る男, Yumemiru on'na, yume uru otoko) - Chapitre 15 : Compte à rebours pour deux (２人のカウントダウン, Futari no kauntodaun) - Chapitre 16 : Le refuge de Niizaki (新崎の居場所, Nīzaki no ibasho)                                      |                  |                   |                   |                   |
| 3 | 6 août 2015      | 978-4-06-382651-7 | 2 mars 2016       | 978-2-8116-2904-5 |
| Liste des chapitres : - Chapitre 17 : Un nouveau rêve (新しい夢, Atarashī yume) - Chapitre 18 : Drive Uchiyamada's dream (Ｄｒｉｖｅ ＵＣＨＩＹＡＭＡＤＡ’Ｓ Ｄｒｅａｍ．) - Chapitre 19 : Ma fille, Yoshiko ! (我が娘、好子！, Waga musume, Yoshiko!) - Chapitre 20 : Ma fille a grandi (娘の成長, Musume no seichō) - Chapitre 21 : La saison du kidnapping est ouverte (誘拐の始まり, Yūkai no hajimari) - Chapitre 22 : Trop beau pour être vrai ? (うまい話には罠がある？, Umai hanashi ni wa wana ga aru ?) - Chapitre 23 : La starlette disparue (消えたアイドル, Kieta aidoru) - Chapitre 24 : Le producteur pervers ! (セクハラＰ！, Sekuhara P!) - Chapitre 25 : It's "German" Time ! (Ｉｔ’ｓ “Ｇｅｒｍａｎ” ｔｉｍｅ！)                                                                                   |                  |                   |                   |                   |
| 4 | 6 avril 2016     | 978-4-06-382762-0 | 21 septembre 2016 | 978-2-8116-3242-7 |
| Liste des chapitres : - Chapitre 26 : Ding Dong, Ding Dong (ピンポンピンポン！, Pinpon ! Pinpon !) - Chapitre 27 : Yo, boss ! (よっ、社長！, Yo, shachō!) - Chapitre 28 : Les règles du business ! (業界ルール！, Gyōkai rūru!) - Chapitre 29 : La justice ne triomphe pas toujours ?! (正義が勝つとは限らない！？, Seigi ga katsu to wa kagiranai!) - Chapitre 30 : Nouvelles du nord (北の国から, Kita no kuni kara) - Chapitre 31 : La chaufferette jaune du bonheur (幸福の黄色いカイロ, Kōfuku no kīroi kairo) - Chapitre 32 : La dure vie des chauves ! (おはげはつらいよ, O hage wa tsurai yo) - Chapitre 33 : Danger : ours ! (ヒグマ出没中！, Higuma shutsubotsu-chū!) - Chapitre 34 : V'la la racaille (ヤンキー、現る, Yankī, genru)                                                                       |                  |                   |                   |                   |
| 5 | 6 avril 2016     | 978-4-06-382762-0 | 14 décembre 2016  | 978-2-8116-3242-7 |
| Liste des chapitres : - Chapitre 35 : Initial U (イニシャルＵ, Inisharu U) - Chapitre 36 : L'ours de la forêt (森のクマさん, Mori no kumasan) - Chapitre 37 : Uchiyamada, un homme avec un grand H (男 内山田, Otoko Uchiyamada) - Chapitre 38 : Longue nuit à Shiretoko (知床の長い夜, Shiretoko no nagai yoru) - Chapitre 39 : GRE (Great Retriever Eikichi) (ＧＲＥ（グレート・レトリバー・英吉）, GRE (Gurēto Retoribā Eikichi)) - Chapitre 40 : Ash, le roi des vicelards (ゲスの極み あーくん, Gesu no kiwami ā-kun) - Chapitre 41 : I'm a perfect Baby-Boomer (Ｉ’ｍ ａ ｐｅｒｆｅｃｔ ＤＡＮＫＡＩ！) - Chapitre 42 : La mystérieuse petite fille (謎の孫娘, Nazo no magomusume) - Chapitre 43 : Jeu de famille (家族ゲーム, Kazoku gēmu)                                                                     |                  |                   |                   |                   |
| 6 | 6 septembre 2016 | 978-4-06-382849-8 | 1er mars 2017     | 978-2-8116-3436-0 |
| Liste des chapitres : - Chapitre 44 : Ma famille, les ondes nuisibles et moi (家族と毒電波と私, Kazoku to doku denpa to watashi) - Chapitre 45 : Le début de la chute (転落のはじまり, Tenraku no hajimari) - Chapitre 46 : L'oracle qui rôde (忍び寄る占い師, Shinobiyoru uranaishi) - Chapitre 47 : La famille de sa vie antérieure (前世の家族, Zense no kazoku) - Chapitre 48 : Les révélations d'Adams (アダムス様のお告げ, Adamusu-sama no otsuge) - Chapitre 49 : Love-Bip (ラブラブピッピ♪, Raburabupippi♪) - Chapitre 50 : Trouvez la mémère à fentes ! (スリットババアを探せ！！, Surittobabā o sagase!) - Chapitre 51 : L'arme secrète d'Onizuka (鬼塚のひみつ道具, Onizuka no himitsu dōgu) - Chapitre 52 : Si on reculait pour mieux sauter ? (押してダメなら引いてみる！？, Oshite damenera hītemiru!?) |                  |                   |                   |                   |
| 7 | 6 décembre 2016  | 978-4-06-382893-1 | 6 septembre 2017  | 978-2-8116-3703-3 |
| Liste des chapitres : - Chapitre 53 : Honey trap (ハニートラップ！, Hanītorappu!) - Chapitre 54 : Une chance de perdre son pucelage (et son job !) (童貞（教職）喪失のチャンス（ピンチ）！！, Dōtei (lyōshoku) sōshitsu no chansu (pinchi)!!) - Chapitre 55 : Au love hotel (ラブホなう, Rabuho nau) - Chapitre 56 : verything is over ?! (Ｅｖｅｒｙｔｈｉｎｇ ｉｓ ｏｖｅｒ！？) - Chapitre 57 : Par tous les moyens (手を替え品を替え, Te o kaehin o kae) - Chapitre 58 : Le dieu Dogû (土偶様, Dogū-sama) - Chapitre 59 : La véritable "famille" (本物の「家族」, Honmono no "kazoku") - Chapitre 60 : Sushi Party ! (シースーパーリー！, Shīsūpārī) - Chapitre 61 : Le boloss de Shônan (湘南イケてない組！, Shōnan Ike tenai kumi!)                                                                             |                  |                   |                   |                   |
| 8 | 6 mars 2017      | 978-4-06-382935-8 | 2 novembre 2017   | 978-2-8116-3793-4 |
| Liste des chapitres : - Chapitre 62 : Mon stalker est un ex-biker (元愚連隊のストーカー！？, Moto gurentai no sutōkā!?) - Chapitre 63 : Passés croisés (交錯する過去, Kōsaku suru kako) - Chapitre 64 : Droit dans le mur (空回りのデス・ロード, Karamawari no desu rōdo) - Chapitre 65 : Le tatouage de la destinée (因縁の彫物（モンモン）, Innen no horimono (Mon Mon)) - Chapitre 66 : Le nouveau prof de math (新任の数学教師, Shinnin no sūgaku kyōshi) - Chapitre 67 : Déclaration de guerre ! (宣戦布告！！, Sensen fukoku!!) - Chapitre 68 : Onizuka, le champion des quiz ?! (クイズ王・鬼塚！？, Kuizuō Onizuka!?) - Chapitre 69 : Onizuka l'expert (鬼塚名人, Onizuka meijin) - Chapitre 70 : Kagetora out (影虎、アウト～, Kagetora, auto～)                                                             |                  |                   |                   |                   |
| 9 | 6 juin 2017      | 978-4-06-382977-8 | 7 février 2018    | 978-2-8116-4062-0 |
| Liste des chapitres : - Chapitre 71 : Pourquoi m'aider ? (助ける理由, Tasukeru riyū) - Chapitre 72 : Ooritoori ! (おーり とーり！, Ōritōri) - Chapitre 73 : Okinawa blues (悩まシーサー, Nayama shīsā) - Chapitre 74 : Sommation depuis le pont du bateau (船上のデクラレイション, Senjō no dekurareishon) - Chapitre 75 : L'honneur d'un prof (教師の矜持, Kyōshi no kyōji) - Chapitre 76 : Parce qu'il est prof (その男、教師につき, Sono otoko, kyōshi ni tsuki) - Chapitre 77 : Une âme de prof (教師の血, Kyōshi no chi) - Chapitre 78 : La face cachée, encore (裏の顔、再び！, Ura no kao, futatabi!) - Chapitre 79 : Don Araragi (ドン・アララギ, Don araragi) |                  |                   |                   |                   |
| 10 | 6 septembre 2017 | 978-4-06-510143-8 | 23 mai 2018       | 978-2-8116-4088-0 |
| Liste des chapitres : - Chapitre 80 : Le blues du loser (ハンパ者（もん）のブルース, Hanpa-sha (Mon) no burūsu) - Chapitre 81 : Kagetrap! (カゲトラップ, Kagetorappu) - Chapitre 82 : Vous avez un message (伝言アリ, Dengon ari) - Chapitre 83 : Eikichi Onizuka, directeur délégué (代表取締役 鬼塚英吉, Daihyōtorishimariyaku Onizuka Eikichi) - Chapitre 84 : La lycéenne qui botte (ＨＫ（ハイキック）ＪＫ（女子高生）, HK (haikikku) JK (mesukōsei)) - Chapitre 85 : Le problème quand on est grande (巨女のお悩み, Kyo on'na no o nayami) - Chapitre 86 : Soirée VIP ! (セレパ！！, Serepa!!) - Chapitre 87 : Le prix de la première classe (一流の条件, Ichiryū no jōken) - Chapitre 88 : Un travail secret (ひみつのおしごと, Himitsu no oshi-goto)                                                          |                  |                   |                   |                   |

#### Volumes 11 à 20
| no | Japonais        | Japonais          | Français          | Français          |
| no | Date de sortie  | ISBN              | Date de sortie    | ISBN              |
| --- | --------------- | ----------------- | ----------------- | ----------------- |
| 11 | 5 janvier 2018  | 978-4-06-510713-3 | 29 août 2018      | 978-2-8116-4397-3 |
| Liste des chapitres : - Chapitre 89 : Un endroit où briller (輝ける場所, Kagayakeru basho) - Chapitre 90 : Stardom (「スターダム」, Sutādamu) - Chapitre 91 : Star du catch (アイドルレスラー, Aidoru resurā) - Chapitre 92 : "Fils de" (２世タレント, 2-sei tarento) - Chapitre 93 : Ryôji Mihara (三原良二, Mihara Ryōji) - Chapitre 94 : La mère de Kazuki (和樹の母親, Kazuki no hahaoya) - Chapitre 95 : La spécialité de Shakotan (積丹の名物, Shakotan no meibutsu) - Chapitre 96 : Différentes façons d'être parent (親子の形, Oyako no katachi) - Chapitre 97 : Différentes façons d'être une famille (家族のかたち, Kazoku no katachi) |                 |                   |                   |                   |
| 12 | 6 novembre 2019 | 978-4-06-517739-6 | 1er juillet 2020  | 978-2-8116-5602-7 |
| Liste des chapitres : - Chapitre 98 : Objectif bye le pucelage ! (目指せ童卒！, Mezase warabe-sotsu!) - Chapitre 99 : Un duo improbable (まさかのタッグ！？, Masakano taggu!?) - Chapitre 100 : Great Schoolgirl Onizuka (Ｇｒｅａｔ Ｊｋ Ｏｎｉｋｏ) - Chapitre 101 : La prison du complot (謀略の監獄, Bōryaku no kangoku) - Chapitre 102 : Encore l'animal... (ＡＮＩＭＡＬ 再び‥‥, ANIMAL futatabi...) - Chapitre 103 : Attaque frontale (ガチンコ対決, Gachinko taiketsu) - Re : ANIMAL JOE (ＡＮＩＭＡＬ ＪＯＥ) |                 |                   |                   |                   |
| 13 | 6 juillet 2020  | 978-4-06-519995-4 | 3 février 2021    | 978-2-8116-6033-8 |
| Liste des chapitres : - Chapitre 104 : Onizuka, ouuut ! (鬼塚、アウト～！！, Onizuka, auto~) - Chapitre 105 : En coulisses (舞台裏では‥, Butaiura de wa..) - Chapitre 106 : Parmi les fauves (全員極悪人！, Zen'in gokuaku hito!) - Chapitre 107 : Un gardien nommé T (刑務官・Ｔ, Keimukan T) - Great Teacher Uchiyamada : mer bleue, bonne bouffe et mystérieuse beauté (─青い海とご飯と謎の美女─, Aoi umi to gohan to nazo no bijo) - Chapitre 108 : Le parrain, le retour (ドン、再び！, Don, futatabi!) - Chapitre 109 : A vous de jouer (あなたの出番です。, Anata no debandesu) - Chapitre 110 : No more images volées (Ｎｏ ＭｏＲＥ 盗撮, No MoRE tōsatsu) - Chapitre 111 : Un bon vieux duo X 2 (懐かしのタッグ×２, Natsukashi no taggu x2)                                  |                 |                   |                   |                   |
| 14 | 6 octobre 2020  | 978-4-06-521001-7 | 7 juillet 2021    | 978-2-8116-6396-4 |
| Liste des chapitres : - Chapitre 112 : Par amour (愛するがゆえに‥‥, Aisuruga yueni...) - Chapitre 113 : Duel de basket entre quatre murs (塀の中の籠球決戦！！, Hie no naka no rōkyū kessen!!) - Chapitre 114 : L'arme secrète du directeur à bout de nerfs (怒れる所長の秘密兵器, Okoeru shochō no himitsu heiki) - Chapitre 115 : Le devoir d'un père (親の務め, Oya no tsutome) - Chapitre 116 : Réactions explosives (化学反応, Kagaku han'nō) - Chapitre 117 : Prendre ses responsabilités (ケジメのつけ方, Kejime no tsuke-kata) - Chapitre 118 : Un "blanc" noir (“黒い”空白, "Kuroi" kūhaku) - Chapitre 119 : Le Wangan Deathmatch (湾岸武闘会, Wangan butō-kai) - Chapitre 120 : Une appli de ouf (神アプリ, Kami apuri)                                                      |                 |                   |                   |                   |
| 15 | 5 février 2021  | 978-4-06-522286-7 | 16 mars 2022      | 978-2-8116-6811-2 |
| Liste des chapitres : - Chapitre 121 : On attire les mouches avec du miel (あま～い罠, Ama i wana) - Chapitre 122 : Rien n'est jamais gratuit (“おごり”の代償, "Ogori" no daishō) - Chapitre 123 : Sexual Violence Number 1 (セクシャルバイオレンスＮｏ．１, Sekusharu baiorensu No. 1) - Chapitre 124 : Par tous les moyens (あの手この手, Anotekonote) - Chapitre 125 : L'étrange journée des Uchiyamada (1) (内山田家の非日常（１）, Uchiyamada-ka no hi nichijō (1)) - Chapitre 126 : L'étrange journée des Uchiyamada (2) (内山田家の非日常（２）, Uchiyamada-ka no hi nichijō (2)) - Chapitre 127 : L'étrange journée des Uchiyamada (3) (内山田家の非日常（３）, Uchiyamada-ka no hi nichijō (3)) - Chapitre 128 : Le retour de la princesse (姫さまの帰還, Hime-sama no kikan) |                 |                   |                   |                   |
| 16 | 6 juillet 2021  | 978-4-06-523676-5 | 1er juin 2022     | 978-2-8116-7054-2 |
| Liste des chapitres : - Chapitre 129 : Une aide providentielle (地獄に仏, Jigoku ni hotoke) - Chapitre 130 : Trois frères infiltrés (潜入三兄弟, Sen'nyū sankyōdai) - Chapitre 131 : Feux d'artifice dans la cathédrale (花火大会ｉｎ大聖堂, Hanabi taikai in taiseidō) - Chapitre 132 : Le cygne de Shônan (ＳＨＯＮＡＮの白鳥, SHONAN no hakuchō) - Chapitre 133 : Le passé des frères (兄弟の過去, Kyōdai no kako) - Chapitre 134 : Le fossé entre les sœurs (姉妹格差, Shimai kakusa) - Chapitre 135 : Un cours particulier Made in Onizuka (鬼塚式課外授業, Onizuka-shiki kagai jugyō) - Chapitre 136 : L'idole disparue (消えたアイドル, Kieta aidoru) - Chapitre 137 : Deuxième tour du Wangan Deathmatch (港岸武闘会二回戦, Minato Kishi butō-kai ni-kaisen)                   |                 |                   |                   |                   |
| 17 | 5 novembre 2021 | 978-4-06-525847-7 | 14 septembre 2022 | 978-2-81-167121-1 |
| Liste des chapitres : - Chapitre 138 : L'arme de la sœur aînée (持ってない姉の武器, Mottenai ane no buki) - Chapitre 139 : Un nouvel objectif (新たな目標, Aratana mokuhyō) - Chapitre 140 : Le géant converti (転向の巨人, Tenkō no Kyojin) - Chapitre 141 : Martial Law (Ｍａｒｔｉａｌ Ｌａｗ) - Chapitre 142 : Bref moment de paix (刹那の平穏, Setsuna no heion) - Chapitre 143 : L'avertissement du parrain (ドンの警告, Don no keikoku) - Chapitre 144 : La petite fille vide (虚ろな少女, Utsurona shōjo) - Chapitre 145 : Une beauté à forte poitrine (巨乳美人, Kyonyū bijin) |                 |                   |                   |                   |
| 18 | 4 mars 2022     | 978-4-06-527110-0 | 1er mars 2023     | 978-2-81-167738-1 |
| Liste des chapitres : - Chapitre 146 : Lancement de la contre-attaque (反撃開始, Hangeki kaishi) - Chapitre 147 : Le pubeux de la pègre (闇の広告代理店, Yami no kōkoku dairiten) - Chapitre 148 : La team Onizuka vrombit (チーム鬼塚、爆走！, Chīmu Onizuka, bakusō!) - Chapitre 149 : Découverte du saint des saints (本丸発見！, Honmaru hakken!) - Chapitre 150 : Bye-bye, petite fleur (バイバイチェリー, Baibicherī) - Chapitre 151 : Avec Onizuka, ça ne me déplairait pas (鬼塚先生となら‥‥, Onizuka sensei tonara...) - Chapitre 152 : Le café du matin (モーニングコーヒー, Mōningukōhī) |                 |                   |                   |                   |
| 19 | 6 juillet 2022  | 978-4-06-528420-9 | 5 juillet 2023    | 978-2-81-168000-8 |
| 20 | 4 novembre 2022 | 978-4-06-529802-2 | 2 novembre 2023   | 978-2-81-168472-3 |

## Œuvres
Édition japonaise
1. 1 2  Tome 1
2. 1 2  Tome 2
3. 1 2  Tome 3
4. 1 2  Tome 4
5. 1 2  Tome 5
6. 1 2  Tome 6
7. 1 2  Tome 7
8. 1 2  Tome 8
9. 1 2  Tome 9
10. 1 2  Tome 10
11. 1 2  Tome 11
12. 1 2  Tome 12
13. 1 2  Tome 13
14. 1 2  Tome 14
15. 1 2  Tome 15
16. 1 2  Tome 16
17. 1 2  Tome 17
18. 1 2  Tome 18
19. 1 2  Tome 19
20. 1 2  Tome 20

Édition française
1. 1 2  Tome 1
2. 1 2  Tome 2
3. 1 2  Tome 3
4. 1 2  Tome 4
5. 1 2  Tome 5
6. 1 2  Tome 6
7. 1 2  Tome 7
8. 1 2  Tome 8
9. 1 2  Tome 9
10. 1 2  Tome 10
11. 1 2  Tome 11
12. 1 2  Tome 12
13. 1 2  Tome 13
14. 1 2  Tome 14
15. 1 2  Tome 15
16. 1 2  Tome 16
17. 1 2  Tome 17
18. 1 2  Tome 18
19. 1 2  Tome 19
20. 1 2  Tome 20